# Roman de guerre
Un roman de guerre est un roman qui traite d'un conflit armé, en particulier de la Première Guerre mondiale ou de la Deuxième. Il est à distinguer, de par son caractère fictionnel, des récits de guerre et autobiographies de militaires. Nombre de ces œuvres font l'objet d'adaptations cinématographiques.
Le roman de guerre tourne souvent autour d’un paradoxe : celui de refuser le romanesque en prétendant raconter des faits avérés et authentiques.

## Exemples

### XIXesiècle
- Guerre et Paix de Léon Tolstoï, 1865-1869

### Première Guerre mondiale
- À l'Ouest, rien de nouveau d'Erich Maria Remarque, 1929
- L'Adieu aux armes d'Ernest Hemingway, 1929
- Le Cas du sergent Grischa (de), d'Arnold Zweig, 1927
- Le Grand Troupeau de Jean Giono, 1931
- Le Feu d'Henri Barbusse, 1916 ; roman autobiographique
- Cheval de guerre, Michael Morpurggo, 1982
- 14 de Jean Echenoz, 2012

### Seconde Guerre mondiale
- La série Leur aventure des éditions J'ai lu
- Série 08/15 de Hans Hellmut Kirst :
  - 08/15 : La Révolte du caporal Asch, 1954 (a fait l'objet d'un film de Paul May, 08/15) ; éditions J'ai lu Leur aventure N°A144/145
  - 08/15 : Les Aventures de guerre de l'adjudant Asch, 1954) ; éditions J'ai lu Leur aventure N°A148/149
  - 08/15 : Le Lieutenant Asch dans la débâcle, 1955) ; éditions J'ai lu Leur aventure N°A152/153
- La Chaussée de Volokolamsk d'Alexander Bek paru pour la première fois en 1943
- Le Printemps sur l'Oder (1949) d'Emmanuil Kazakevitch
- Le Bouleau argenté de Mikhaïl Boubennov
- Soldat inconnu de Väinö Linna paru en 1954
- Les Orgues de Staline (1955) de Gert Ledig

### Après guerre
- La série L'Aventure aujourd'hui des éditions J'ai lu